# Satriano
Satriano  község (comune) Olaszország Calabria régiójában, Catanzaro megyében.

## Fekvése
A megye déli részén fekszik. Határai: Cardinale, Davoli, Gagliato, Petrizzi, San Sostene és Soverato.

## Története
A vidéket már az ókorban lakták. Valószínűleg az enotrik egyik településének helyén épült fel. A 9. század körül baziliánus szerzetesek telepedtek meg, akik révén újra benépesült a vidék. Középkori épületeinek nagy része az 1783-as calabriai földrengésben elpusztult. A 19. század elején vált önálló községgé, amikor a Nápolyi Királyságban felszámolták a feudalizmust.

## Népessége
A népesség számának alakulása:

## Főbb látnivalói
- Santa Maria d’Altavilla-templom